# Lennart Ajax
Stig Lennart Ajax, född 1934, är en svensk företagsledare, främst känd som vd för RFSU AB.
Ajax är son till en grosshandlare från Värmland och gick på Handelshögskolan i Stockholm. Han började i tidningsbranschen och var bland annat med om att lägga ner den anrika Stockholms-Tidningen. 1966 föreslogs han av Hans-Göran Franck som ny vd för kondomföretaget RFSU AB, och han kom att leda företaget i 30 år. Han var med om att bygga upp det lilla företaget, som när han tillträdde bara hade 7 % av kondommarknaden (de dominerande företagen var Durex och Nils Adamsson), till en stor koncern med hundratals miljoner i omsättning och dotterbolag i hela världen. Han slutade som vd för RFSU AB den 1 juli 1997.